# Рабинович, Владимир Самуилович
Владимир Самуилович Рабинович (2 сентября 1940, Киев, СССР) — советский и российский математик, педагог, профессор Ростовского государственного университета, профессор политехнического института Мексики.

## Биография
Владимир Рабинович родился в Киеве 2 сентября 1940 года, где и прошло его детство. В начале нацистского вторжения в СССР в 1941 году его семья переехала из Киева в город Куйбышев на Волге. Затем они вернулись в Киев в 1947 году.
В 1961 поступил на механико-математический факультет Ростовского Государственного Университета и окончил его с красным дипломом в 1966 году.
Начал свою математическую карьеру на кафедре «Дифференциальные и интегральные уравнения» того же факультета будучи аспирантом в 1966—1969 годах под руководством профессора В. А. Какичева.
С 1972 года преподает на кафедре алгебры и дискретной математики, созданной И. Б. Симоненко.
В 1993 году защитил докторскую диссертацию на тему «Метод предельных операторов в вопросе разрешимости псевдодифференциальных уравнений и уравнений свертки». После защиты, в 1994 году стал профессором кафедры.
Основал школу по теории псевдодифференциальных операторов, куда вошли такие математики как А. Бабаян, Л. Докторский, В. Кряквин, Б. Ланге, С. Левендорский, М. Лоренц, Ю. Луцкий, О. Обрезанова, Л. Ураждина и другие.
В 1998 году В. Рабинович покидает Россию и переезжает в Мексику, где занимает должность профессора Национального политехнического института Мексики в Мехико, где продолжает работать по настоящее время. Под его руководством было защищено 8 кандидатских диссертаций в России и 3 в Мексике.

## Членство в организациях
В. Рабинович является членом редколлегий различных международных журналов, в частности:
- «Complex Variables and Elliptic Equations»,
- «Communications in Mathematical Analysis»,
- «Journal of Pseudodifferential Operators»,
- «Mathematics in Engineering, Science and Aerospace».

## Научная работа
Важный научный результат В. Рабиновича связан методом предельных операторов. Его идея исторически восходит работам Ж. Фавара 1927 года о существовании решений обыкновенных дифференциальных уравнений с почти периодическими коэффициентами. В. Рабинович превратил этот подход в мощный общий метод, ныне известный как «метод предельных операторов», расширив его и применив к исследованию фредгольмовых свойств псевдодифференциальных операторов.
Был приглашенным докладчиком на конференции «The Fifth International Conference on Differential and Functional Differential Equations» в 2008 году в Москве.

## Публикации
Автор более 180 публикаций, в том числе 140 из них индексированы в библиографической базе Scopus.